# Ammophila pubescens
Ammophila pubescens là một loài côn trùng cánh màng trong họ Sphecidae, thuộc chi Ammophila. Loài này được Curtis miêu tả khoa học đầu tiên năm 1836.

## Hình ảnh

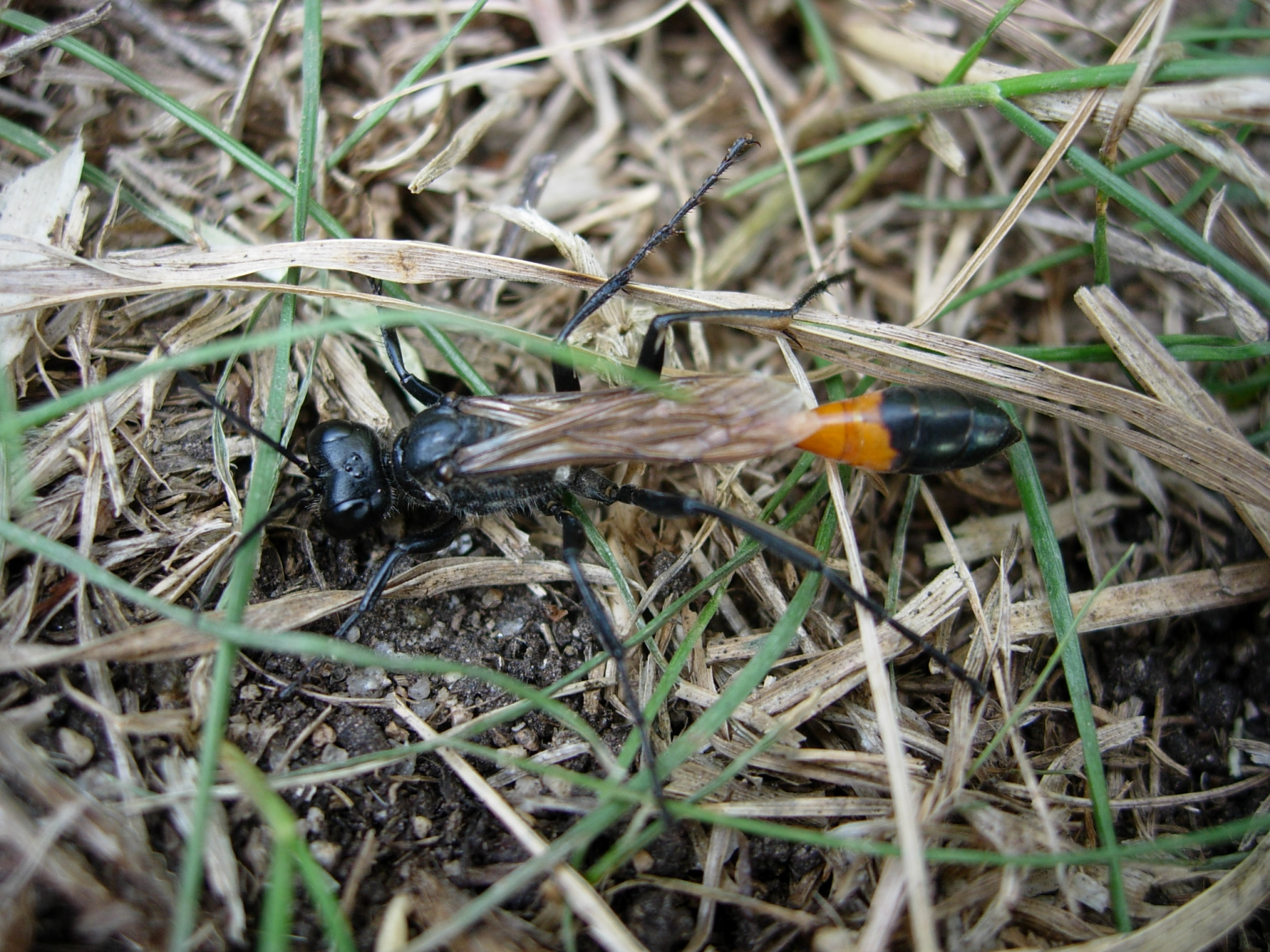